# رانز
رانز هي علامة سيارات تملكها سيتشوان فاو تويوتا للسيارات التي تتخصص في السيارات الكهربائية. إنطلقت في أبريل 2013.

## التاريخ
تم كشف النقاب عن علامة رانز في مارس 2013. 
تم الكشف عن أول سيارة من رانز للجمهور في معرض شنغهاي للسيارات في أبريل 2013. 